# Yonatan Razel
Yonatan Razel (New York, 25 maggio 1973) è un cantante, compositore, direttore d'orchestra, arrangiatore, scrittore di canzoni israeliano.

## Storia
Da bambino imparò a suonare il pianoforte e il violoncello e studiò direzione orchestrale con Mendi Rodan. Con i suoi fratelli Aharon, Yehuda e Ricka, i Razels formarono una band e si esibirono nell programma di Rivka Michaeli. Il servizio militare di Razel fu come musicista e arrangiatore della banda militare israeliana. Dopo essere stato congedato, studiò direzione d'orchestra e fu il direttore della Israel Chamber Orchestra e della Ra'anana Symphonette.
Per un certo numero di anni Razel ha abbandonato la sua musica, si è trasferito a Susya, dove lavorava come pastore e studiò psicologia. Un'offerta per organizzare la musica gli venne da Yoni Rechter e lo riportò nel mondo della musica. Questa performance ottenne una reazione calorosa e successivamente fu inclusa in una collezione  "Best of .." da Yoni Rechter. Questo avvenne anche quando Razel incontrò e fece amicizia con Evyatar Banai.

## Carriera musicale
Nel 2007, dopo 12 anni di lavoro, Razel ha pubblicato il suo primo album "Tutto sommato", prodotto da Eviatar Banai. Tre singoli radiofonici dall'album sono stati "Tutto sommatoi", "Sion", e "Io sono la mia preghiera". L'album è stato seguito da un tour da solista.
Razel ha vinto i premi "Singer of the Year" e "Song of the Year" da Ynet nell'autunno del 2007.
Nel 2009, Razel ha guadagnato la fama nella comunità ebraica ortodossa dopo una canzone che ha scritto e arrangiato per Yaakov Shwekey, "V'hi Sheamda", ebbe successo e vinse un premio come "Song of the Decade" dalla stazione radio religiosa israeliana "Kol Chai ".

## Vita personale
Razel è nato a New York e si è trasferito in Israele in giovane età con la sua famiglia. Attualmente vive a Nachlaot, Gerusalemme, è sposato con Yael e ha tre figlie e un figlio.
Suo figlio studia nella Kollel di Gerusalemme, sotto la direzione del rabbino Yitzchak Berkovits.
Razel è il fratello dei musicisti Aaron Razel e Ricka van Leeuwen, e il cugino del violinista Nitzan Chen Razel.

## Discografia
- All in All (2007)
- In Between the Sounds (2012)